# Rioverde
Il Rioverde è un torrente che scorre nella città metropolitana di Torino e in provincia di Cuneo. Affluente di sinistra del Banna, si getta in esso nei pressi di Poirino dopo aver raccolto le acque di parte della fascia collinare del Roero affacciata verso la Pianura Padana.

## Idronimo
Sulla cartografia e sui documenti ufficiali il corso d'acqua viene chiamato torrente Rioverde, anche se in alcune fonti più o meno recenti esso compare come rio Verde. Nell'"Elenco delle acque pubbliche" relativo alla Provincia di Cuneo, predisposto nel 1900 dal Ministero dei lavori pubblici, la parte inferiore del torrente veniva denominata Riverdo e i suoi tratti più a monte rio Laione e rio di Madonna delle Grazie.

## Percorso
Il Rioverde nasce a poco meno di 400 m s.l.m. nel comune di Montà nei pressi del Santuario dei Piloni, dalla confluenza dei rii Rolandi e Prasasino.
Puntando inizialmente a nord-est sfiora il centro comunale deviando poi verso nord-ovest, direzione che manterrà quasi invariata per tutto il resto del proprio corso. Non lontano dal torrente e con un andamento più o meno parallelo passa la ex-SS 29. Poco a monte di Pralormo il Rioverde raccoglie da destra le acque dell'emissario del lago della Spina e, dopo aver lambito il paese, riceve la confluenza in sinistra idrografica del proprio principale affluente, il rio Riretto.
Entrato nel pianalto di Poirino sempre con andamento verso nord-ovest va infine a congiungersi al Banna a 237 metri di quota.

## Affluenti principali
- Rio Torto rio Rissarasco, immissari del Lago della Spina le cui acque in esubero alimentano il Rioverde tramite un piccolo emissario, un tempo intubato.
- Rio Riretto (12,3 km di lunghezza[1]): nasce tra Monteu Roero e Santo Stefano Roero e confluisce nel Rioverde da sinistra a 260 metri di quota presso la località Bosco d'Orto.

## Regime

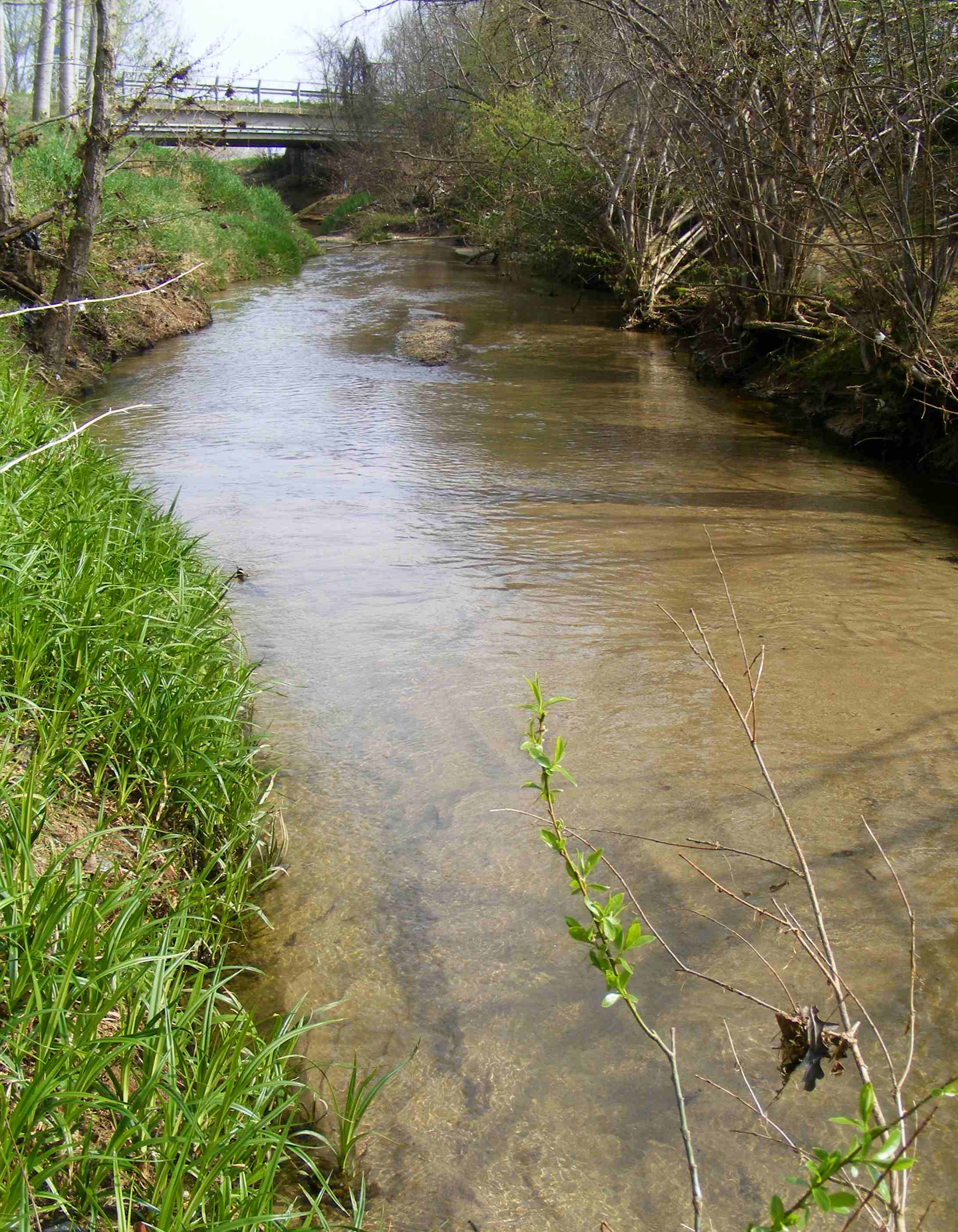
Il Rioverde nei pressi di Poirino

La portata media del Rioverde è piuttosto modesta e rispetto ad altri corsi d'acqua della zona il pericolo di esondazioni è relativamente limitato. È tuttavia da segnalare quella del novembre 1994 avvenuta in prossimità del Lago della Spina.
Anche nel corso dell'evento alluvionale del 15 e 16 marzo le acque del torrente provocarono danni alle coltivazioni ed interruzioni della viabilità stradale.

## Stato ambientale
Il torrente nella sua parte più a valle attraversa la zona del Pianalto di Poirino, che è tutelata dall'istituzione del Sito di Interesse Comunitario (SIC) della rete europea Natura 2000 “Stagni di Poirino - Favari” (codice IT1110035).
Di questo SIC la stazione più ricca di specie ittiche è	quella del Rioverde in località	Stuerda, dove sono state segnalate nove diverse specie

## Pesca
Da un punto di vista della pesca il torrente viene considerato per tutto il suo corso appartenente alla categoria delle acque ciprinicole..